# Casa Johan
La Casa Johan és una obra gòtica de Cervera (Segarra) inclosa a l'Inventari del Patrimoni Arquitectònic de Catalunya.

## Descripció
Edifici molt característic de l'època renaixentista situat damunt d'un portal dovellat, amb un escut amb el relleu a la clau de l'arc. Té dues plantes: al primer pis hi ha tres finestres decorades, una de les quals té una llinda amb la data 1549; i la segona planta presenta una porxada feta d'arcuacions seguides.

## Història
En aquesta casa visqué l'apotecari Pere Johan, que era també candeler i pastisser i fabricava neules i torrons que guardava dins de gerres envernissades. Era ell qui emmotllava els exvots de cera en forma de braços, cames, cors i testes d'home i dona que els devots penjaven en capelles i ermites. Aquest edifici estigué en perill d'enrunar-se i fou adquirit per uns bons ciutadans que encarregaren al servei de conservació de monuments de l'antiga Mancomunitat un projecte de restauració, projecte que fou imposat el 1919 al nou propietari de l'edifici.